# کامیل پالیا
کامیل آنا پالیا (به انگلیسی: Camille Anna Paglia) (زادهٔ ۲ آوریل ۱۹۴۷، نیویورک) نویسنده، منتقد اجتماعی، استاد دانشگاه و پژوهشگر آمریکایی است.